# Vergne (photographie)
Pour l’article homonyme, voir Vergne.
Vergne (ou Ets Press selon les supports de communication) est une marque française disparue d'appareils photographiques active entre 1946 et 1951 au Perreux.

## Histoire
Créée par René Vergne, la société commence son activité vers 1946 par le lancement de plusieurs versions du modèle "Press", un 6 x 6 sur rouleau 120 métallique avec objectif et obturateur placés au bout d'un tube télescopique.
La version la plus courante est équipée d'un objectif Saphir Boyer à quatre lentilles de 75 mm de focale ouvert à 1/4,5 monté sur un obturateur Gitzo de 1/25 à 1/150 s. Une autre version utilise un obturateur Atoms Atos-I de 1/10 à 1/150 s et un objectif Roussel Trylor à trois lentilles de même focale et de même ouverture. Le haut de gamme est basé sur un obturateur Atos-2 de 1 à 1/300 s et un objectif Roussel Stylor, toujours de 75 mm de focale mais à quatre lentilles traitées antireflets et ouvert à 1/3,5.
En 1949, sort un modèle plus simple avec un objectif Stigmar (un simple ménisque) sur un obturateur Atos-1 sous le nom de Comet.
La même année sortent deux nouvelles versions du "Press" et plusieurs versions de l'"Atlas", un Box en acier embouti de format 6 x 6 sur rouleaux 620 et 6 x 9 sur rouleaux 120.
Le plus remarquable est l'"Atlas automatique", un 6 x 9 qui est probablement le seul box muni d'un avancement automatique du film par manivelle couplé à l'armement de l'obturateur. Le mécanisme est en surépaisseur sur le côté de l'appareil et il comprend également le bouton de déclencheur. Les couplages entre le mécanisme automatique et le levier d'armement de l'obturateur et le déclencheur placés sur l'obturateur se font par des poussoirs apparents. Le mode d'emploi est cependant complexe ce qui relativise la notion d'"automatique".

## Collection
Il ne s'est vendu que cinq cents exemplaires de Press, deux mille Atlas et seulement cent Atlas Automatique. Ces appareils sont donc rares voire très rares.